# Endobrachys revocans
Endobrachys revocans är en fjärilsart som beskrevs av Felder 1874. Endobrachys revocans ingår i släktet Endobrachys och familjen Megalopygidae. Inga underarter finns listade i Catalogue of Life.